# Dicranomyia perobtusa
Dicranomyia perobtusa är en tvåvingeart som först beskrevs av Alexander 1945.  Dicranomyia perobtusa ingår i släktet Dicranomyia och familjen småharkrankar. Inga underarter finns listade i Catalogue of Life.